# Alwin Teumer
Alwin Teumer (* 1. Januar 1828 in Breitenbrunn/Erzgeb.; † 11. Juli 1890 in Zwickau) war königlich-sächsischer Förster und ein Original im westlichen Erzgebirge.

## Leben
Alwin Teumer besuchte die Forstschule in Waldenburg und die Forstliche Hochschule Tharandt. Von 1862 bis 1889 lebte er mit seiner Ehefrau Alwine im Forsthaus in Tellerhäuser. Hier war er seinen Untergebenen ein väterlicher Freund, der in der vertrauten erzgebirgischen Mundart sprach, aber zum Hochdeutschen wechselte, wenn er dienstlich mit ihnen zu tun hatte. Teumer war nicht nur Förster, sondern gleichzeitig Gemeindevorstand und Standesbeamter in Tellerhäuser.
Gemeinsam mit dem Waldwärter Wilhelm Barthel ging er als Original in die Geschichte des oberen Westerzgebirges ein. Er war oft zu seltsamen Streichen aufgelegt, die ihn bis heute in Erinnerung bleiben lassen. So stellte er sich zum Beispiel nach einem Besuch im Gasthaus zur Patscherei in Goldenhöhe auf dem Heimweg zur nächtlichen Stunde plötzlich tot. Barthel fiel auf diesen Streich herein, bedeckte die vermeintliche Leiche mit Fichtenzweigen und lief vollkommen aufgelöst in die Waldschenke nach Zweibach. Hier jagte er den Anwesenden mit der Todesnachricht einen enormen Schrecken ein. Als später der untote Teumer in die Schenke trat, sorgte dies für noch größere Aufregung.
Teumer ließ sich 1890 an einer kranken Fußzehe im Krankenhaus Zwickau operieren. Kurz vor seiner Entlassung starb er an einem Gehirnschlag.
Der Schriftsteller Hans Siegert setzte Teumer und Barthel unter anderem mit den Geschichten Wenns Mailüftel weht und Der König kommt! zwei bleibende Denkmäler.